# Песчаный переулок (Павловск)
Песча́ный переулок — переулок в городе Павловске (Пушкинский район Санкт-Петербурга). Проходит от Лебединой за Госпитальную улицу до парка «Мариенталь».
Название Песча́ная улица известно с 1840 года. Оно связано с песчаным характером местности. С 1850-х годов — Песчаный переулок. Существовали также варианты Песочная улица и Песочный переулок.
Примерно в 1939 году переулок переименовали в улицу Ро́зы Люксембу́рг — в честь деятеля германского коммунистического движения Р. Люксембург.
Прежнее название — Песчаный переулок — было возвращено 11 июня 2003 года.

## Перекрёстки
- Лебединая улица
- улица Васенко
- Конюшенная улица
- Госпитальная улица